# Arctia rebeli
Arctia rebeli är en fjärilsart som beskrevs av Wnukowsky 1929. Arctia rebeli ingår i släktet Arctia och familjen björnspinnare. Inga underarter finns listade i Catalogue of Life.